# 母题 (叙事)
母题（法語：motif）是叙事中指在故事中重复出现、具有象征意义的元素。 通过重复使用母题，可以帮助叙事（或文学）去表达主题或情绪。
一个叙事母题可以是图像、写作结构、 语言和其他叙述性元素。例如，长笛在亚瑟·米勒的剧作《推销员之死》 中，是一个传达的农村和田园诗般的概念的声音母题。 另一个来自美国现代文学的例子是，来自斯科特·菲茨杰拉德的作品《了不起的盖茨比》中的绿灯。
叙事中可以包括多个不同类型的母题。 在莎士比亚的剧作《麦克白》中，他使用了大量叙述性元素，并创造了许多不同的母题。 例如，血和水的不断重复的意象。 短语“美即丑，丑即美”（fair is foul, and foul is fair）在剧中反复出现，代表了善恶观念的融合。剧中还有“洗手”的中心母题，把演员的形象和动作结合在一起。
在一段叙事中，一个母题所构建的概念，可能以不同的目的服务于不同的作品。 例如，库尔特·冯内古特，在他的非线性叙事作品，例如《五号屠场》和《猫的摇篮》中，经常使用主题来连接可能看起来被时间和空间分开的不同时间。在美国科幻作品的邪典《銀翼殺手》，导演雷利·史考特使用的母题不仅可以建立黑暗阴影的黑色电影氛围，而且还可以将情节的主题复杂性融合在一起。在整部影片中，“眼睛”作为反复出现的母题与不断变化的图像流联系在一起，有时甚至是粗暴地使用，以此质疑我们以及叙述者本身，对于准确地感受和理解现实的能力。

## 运用
任何具有象征意义的叙事元素都可以归类为母题，无论是图像、口头或书面短语，写作结构或写作风格，还是其他元素，如声音、动作或戏剧中的视觉元素。 虽然它的概念可能看起来可以和“主题”（theme）相似，但一般来说，主题是抽象的，母题则是具体的。主题通常被定义为一个信息、陈述或想法，而母题是具有更大象征意义的重复的概念。 换句话说，一个叙事的母题——一个详细重复的概念——可以产生一个主题，但它还可以在叙事中的其他方面使用。 尽管如此，这两个术语之间的区别仍然很难去定义。 例如，术语“主题模式”（thematic patterning）已经被用来描述“反复出现的主题概念”，如在史诗叙事《一千零一夜》中出现的“道德母题”。